# 라나 엘 후세이니
라나 엘 후세이니(Rana El Husseiny, 1991년 9월 14일 ~)는 이집트의 플뢰레 펜싱 선수이다. 그녀는 2012년 하계 올림픽의 여자 플뢰레 단체전에서 교체 요원으로 출전하였다. 이집트는 영국과의 16강전에서 패해 탈락하였다.